# Jikhar'
Jikhar’ (ou : Jikhar'ko, Jikhar'ka, Jikhor'ka ; en russe : Жихарь, Жихарько, Жихарька, Жихорька) est le nom individuel ou générique d'un personnage qui intervient dans certains contes populaires slaves orientaux. Il se présente sous plusieurs aspects distincts.

## Différentes acceptions
Le terme jikhar’, désuet, semble compris différemment selon la région de Russie considérée. Il peut s'agir aussi bien d'un vieillard que d'un jeune gaillard, d'un habitant « de souche », d'un riche propriétaire ou d'un paysan vivant à l'écart, ou encore d'un esprit malin ou d'un animal (en particulier un coq). Le baïennyï jikhar’ (баенный жихарь) est un esprit méchant qui réside dans les bains.
Jikhar' est aussi le nom d'une rivière et un nom de famille. La forme ukrainienne, Жихор (Jykhor, dans le sens d'ermite plutôt que d'esprit de la maison) est probablement à l'origine du nom d'une station du réseau « sud » des chemins de fer ukrainiens, près de Kharkov.

### L'esprit malin

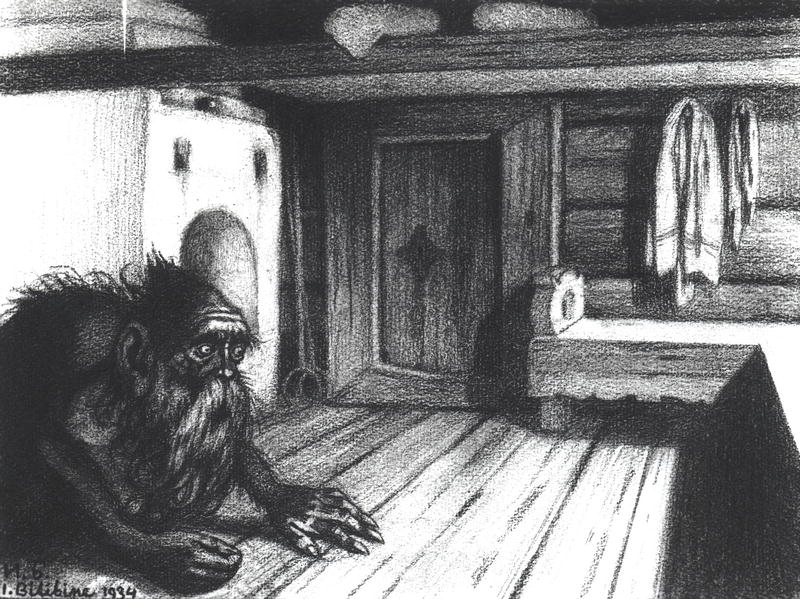
Le domovoï, par Ivan Bilibine.

Dans la région de Poudoga (autrefois dans le gouvernement d'Olonets ; voir Poudoj), le jikhar' était un esprit malin proche du domovoï. Selon l'Encyclopédie Brockhaus et Efron, dans le nord du gouvernement d'Olonets on appelle Jikhar'ko un esprit du foyer. Il est de petite taille, ébouriffé, porte une grande barbe, et est bienveillant quoique farceur. Toutefois le jikhar' vole parfois les enfants dans leur berceau pendant l'absence de leur mère. Andreas Johns indique que l'un des sens du mot jikhar’ est « habitant, propriétaire », d'où le lien avec le domovoï.

### Le jeune héros

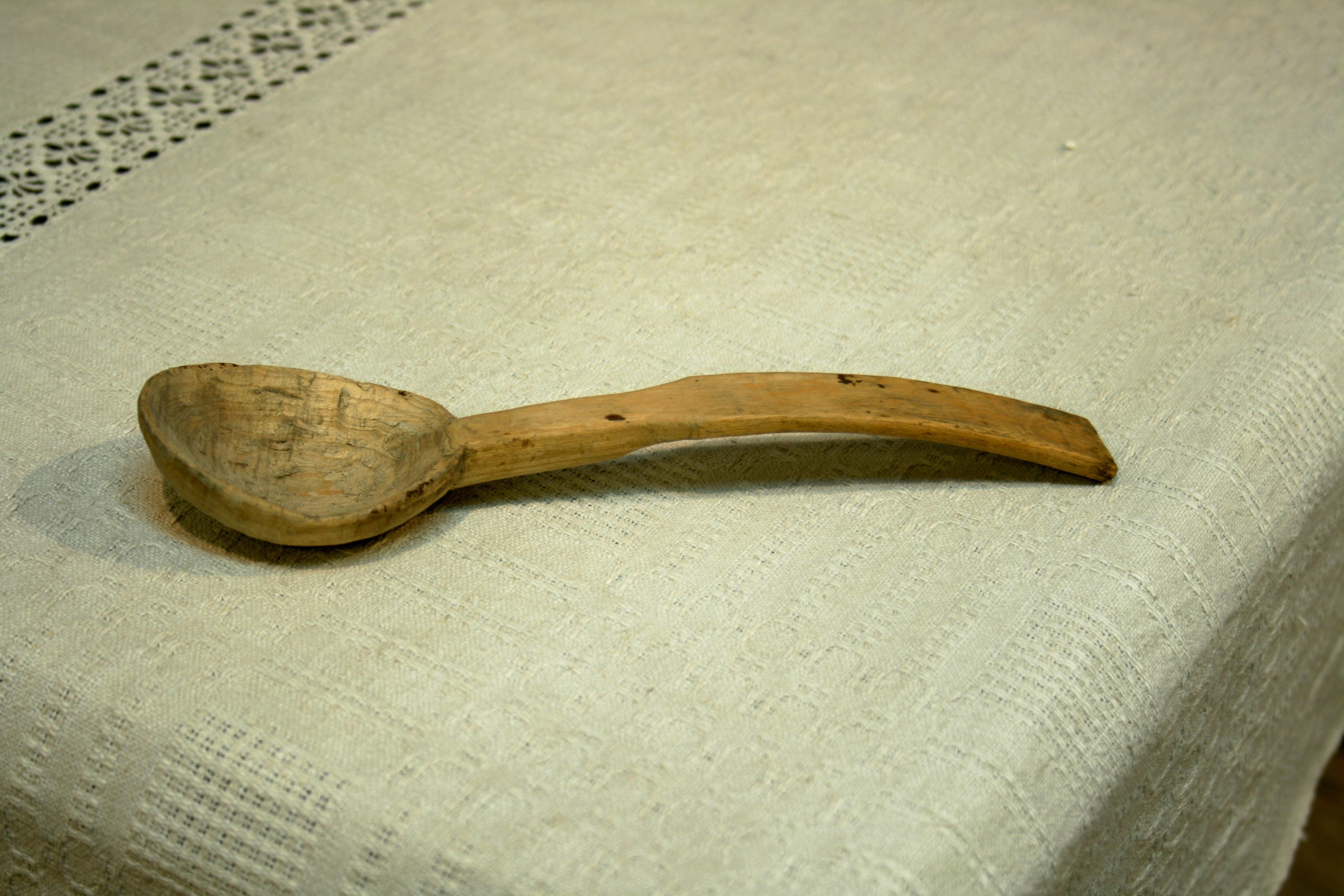
Cuiller en bois, Musée de Chebekino.

Jikhar' (Jikhorko, etc.) est le nom d'un jeune garçon, héros de divers contes populaires (Afanassiev 61a/106 ; autres versions de  Gorodtsov, Kojemiakina, Smirnov). Afanassiev indique que ce terme signifie « fringant, vaillant, brave ». Le titre du conte d'Afanassiev n° 106 (en russe : Баба-яга и жихарь), recueilli dans le gouvernement de Perm, est rendu en français par « La Baba Yaga et Dégourdi » par Lise Gruel-Apert, .
Dans ce conte, le jikhar' est le compagnon d'un chat et d'un moineau. Ceux-ci, qui s'apprêtent à aller couper du bois dans la forêt, le mettent en garde contre la baba yaga : si celle-ci se présente et se met à compter les cuillers, qu'il se tienne coi et ne se fasse pas remarquer ! Bien sûr, Jikhar' ne sait pas tenir sa langue et proteste lorsque la sorcière en vient à sa propre cuiller : la sorcière se saisit de lui et l'enlève. Jikhar' appelle à l'aide et ses « frères » viennent à son secours et le délivrent. L'épisode se répète trois fois, mais la troisième fois, le chat et le moineau, trop éloignés, n'entendent pas ses appels.

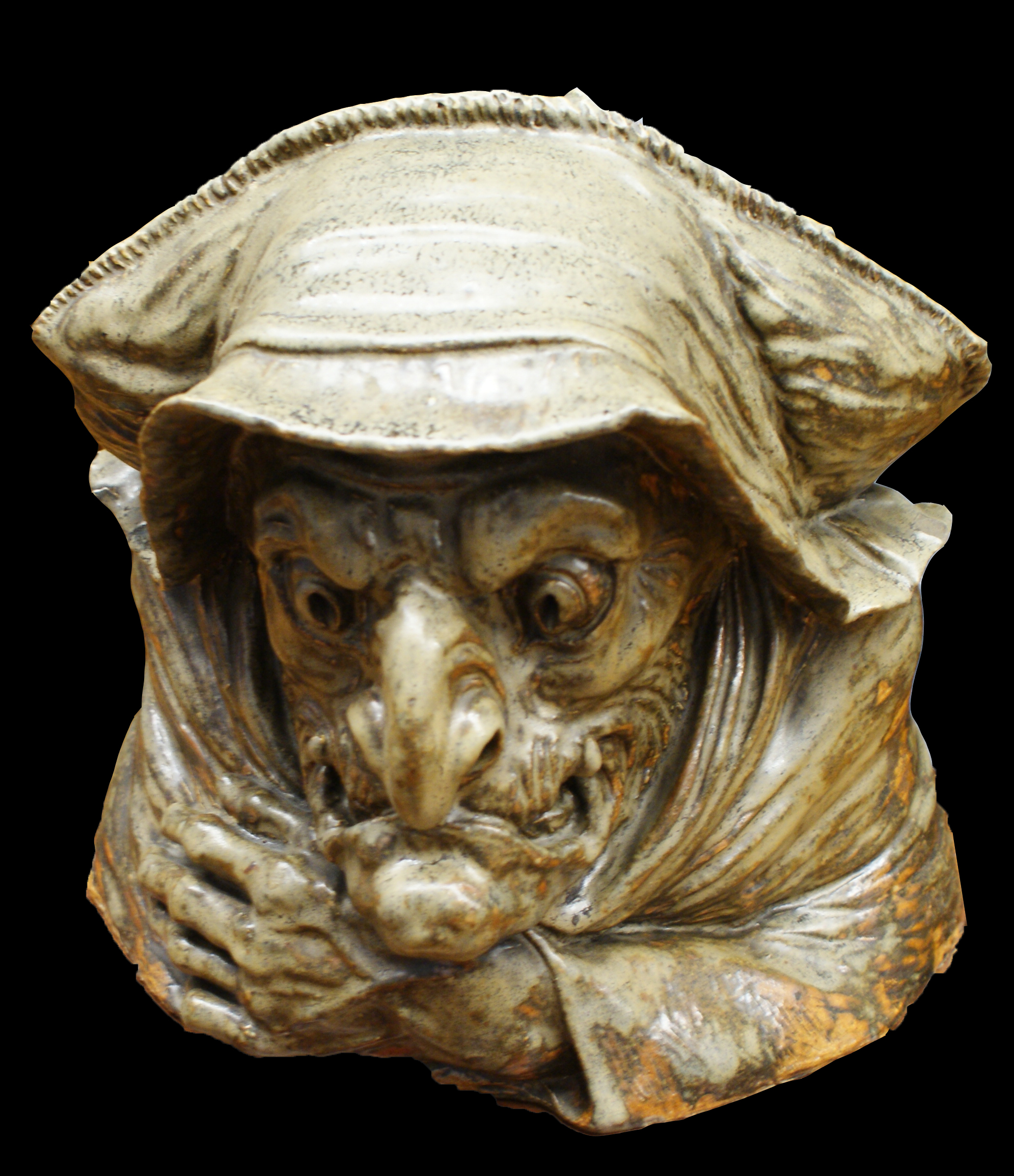
Baba Yaga, par A.L. Ober

Baba Yaga ramène Jikhar' chez elle et confie à sa fille le soin de le faire rôtir, pendant qu'elle-même voyagera « en Russie ». La fille essaie de le persuader de s'allonger sur la pelle à four, mais Jikhar' fait semblant de ne pas savoir s'y prendre, et lorsqu'elle lui montre comment faire, il l'enfourne et la fait rôtir. De retour, la baba yaga, d'excellente humeur, annonce qu'elle va danser, se rouler sur les os de Jikhar', mais celui-ci se moque d'elle et lui démontre qu'il s'agit des os de sa fille. La scène se répète avec la deuxième fille de la sorcière, puis avec la sorcière elle-même. Jikhar' triomphe.
Dans la version de Smirnov (recueillie dans le gouvernement de Tobolsk), Jikhorko est né d'une bûche ; le conte intègre une version altérée du thème d'Un-Œil, Double-Œil et Triple-Œil (les filles de la sorcière). Après avoir brûlé la sorcière, le héros s'empare de ses richesses et rentre chez lui.
Les contes sur ce thème sont rapprochés du conte-type AT 327C (« Le diable / la sorcière emporte le héros chez elle dans un sac »). Ce conte-type représente lui-même une variante d'un cycle de contes apparentés, AT 327 (« Les enfants et l'ogre » – ou « Le garçon et la sorcière » selon Barag et Novikov), qui comprend une autre variante proche (AT 327F, « La sorcière et le jeune pêcheur »). Barag et Novikov signalent que ce conte, outre l'Europe, est connu en Turquie, en Amérique anglophone et en Afrique. Ils mentionnent 52 variantes russes connues, 23 ukrainiennes et 13 biélorusses, et signalent que les versions russes et ukrainiennes ont été réutilisées sous forme littéraire par des écrivains comme Alexeï Tolstoï, Grigory Danilevsky ou Pavlo Tytchyna.

### L'animal

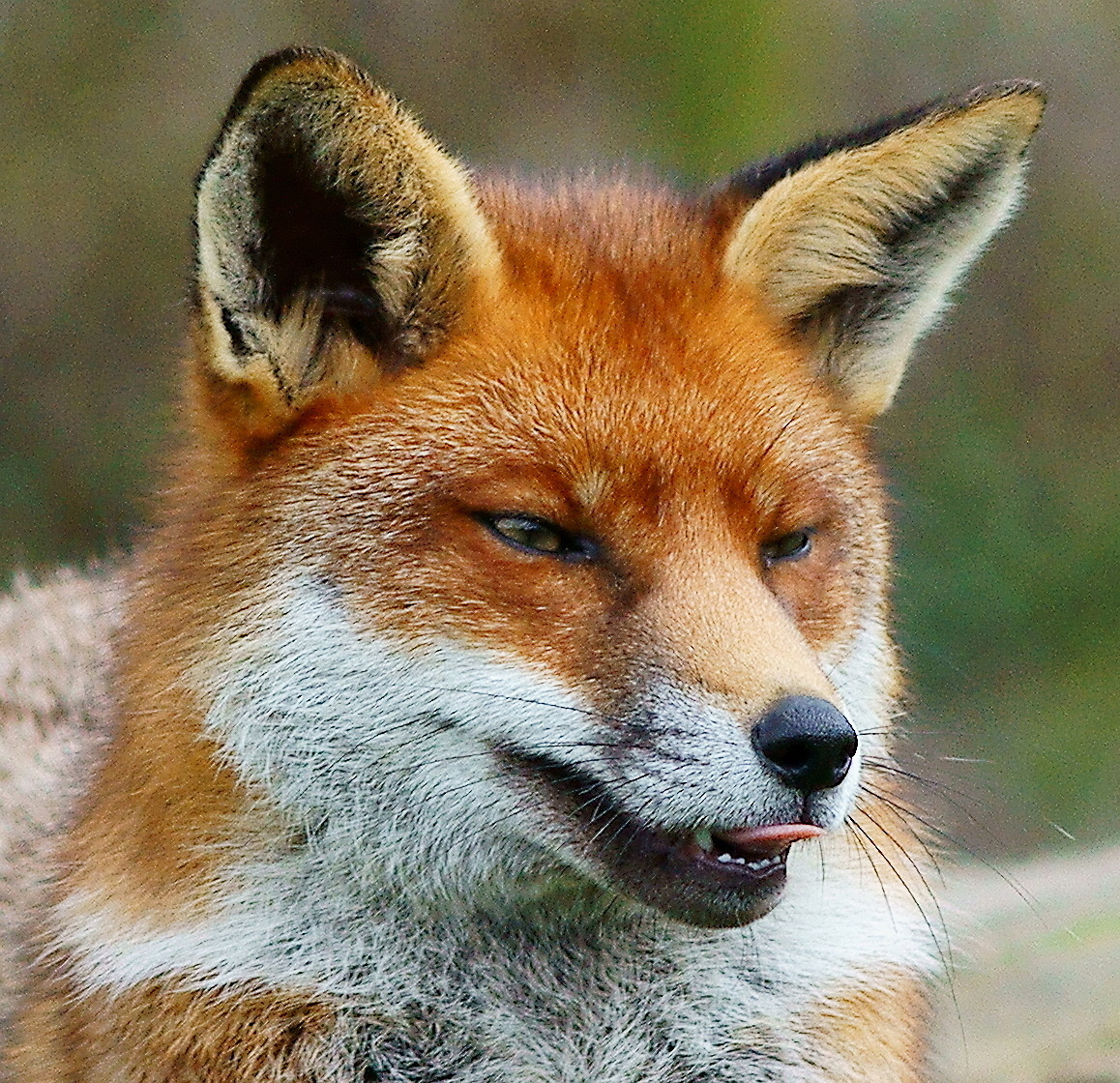
La renarde

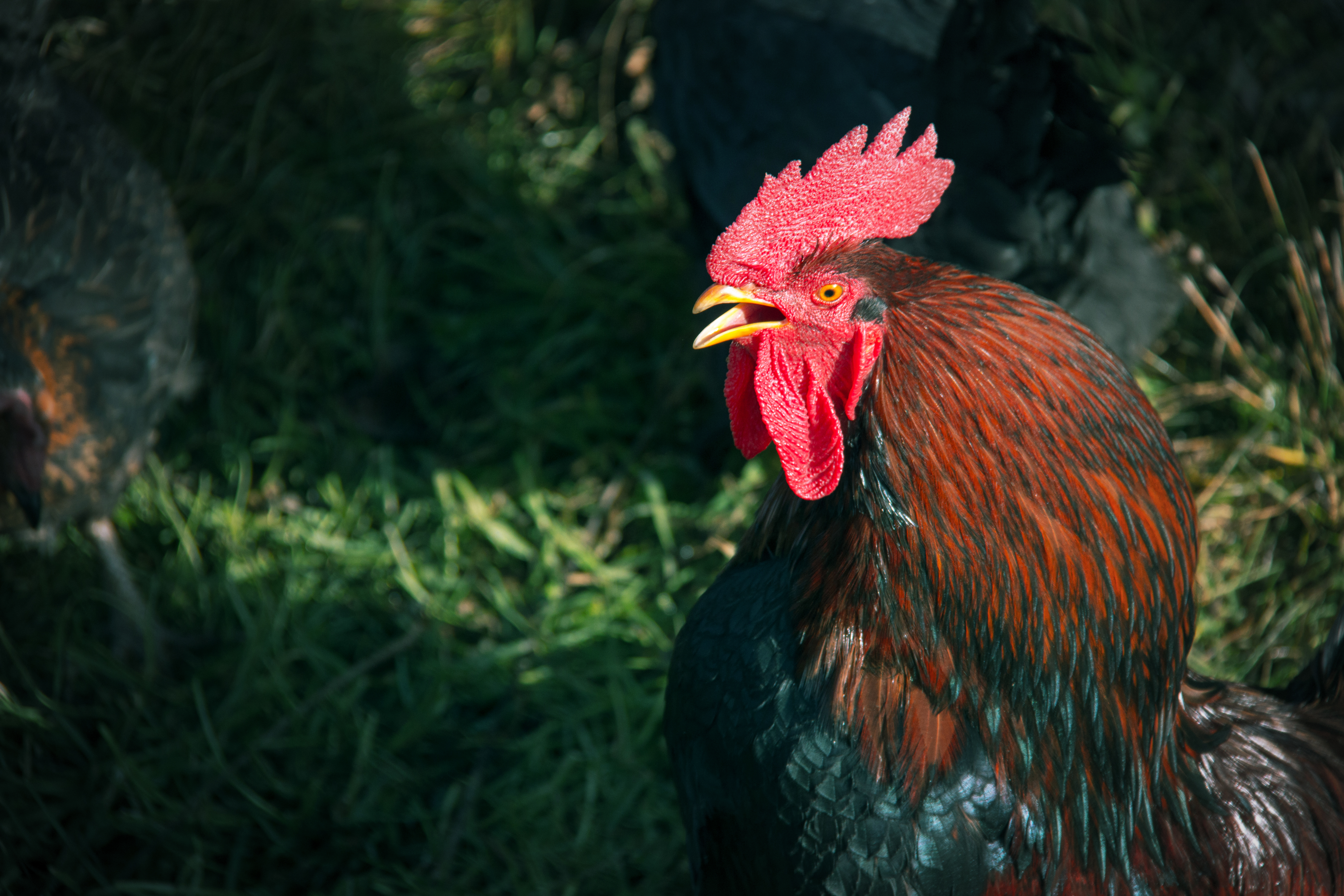
Coq en Ukraine

Andreas Johns, à la suite d'Aleksandr Potebnia et de T.G. Leonova, souligne la similarité du conte précédent (classé dans les « contes merveilleux ») avec le conte-type AT 61B (« Le Chat, le Coq et le Renard » selon l'intitulé de la classification ATU ; classé dans les « contes d'animaux »). Dans certaines versions de AT 327C/F recueillies, le jikhar’ est d'ailleurs interprété comme étant un coq. Dans cette série de contes, c'est le renard qui kidnappe le coq, et le chat vient à son secours, ce qui a conduit Potebnia à identifier le renard (ou plutôt : la renarde, le terme russe lissa étant féminin) avec la Baba Yaga.
Jikharka est aussi parfois le nom d'un porcelet dans certaines versions ; il est le troisième d'une fratrie de quatre animaux.

## Popularité
Le terme ou le nom de Jikhar', désuet, est assez peu connu, même par les russophones. On peut noter toutefois qu'un livre pour enfants paru en 2011 regroupe deux contes traditionnels sur le thème de l'enfant et de la sorcière, dont Baba-Yaga et Jikhar’.
En revanche, le conte-type SUS 327C/F est très populaire, notamment en Russie septentrionale, et a même été considéré comme le troisième conte traditionnel russe par ordre de popularité. Selon Novikov, il s'agirait du premier conte authentique à propos de Baba Yaga à avoir été publié (par M.N. Makarov en 1820).
En France, le conte de Poule rousse, publié en 1949 par Lida (d'origine tchèque) reprend le thème classique du renard qui capture sa victime (ici, une poule) et la ramène chez lui dans un sac pour la faire cuire.

#### Source principale
- (en) Andreas Johns, Baba Yaga, The Ambiguous Mother and Witch of the Russian Folktale, Peter Lang 2004, 2010  (ISBN 978-0-8204-6769-6), pp. 94-95.

#### Autres
- (fr) Afanassiev, Contes populaires russes (tome I), traduction Lise Gruel-Apert, Imago, 2008  (ISBN 978-2-84952-071-0)